# Estación de Amboise
La estación de Amboise es una estación ferroviaria francesa de la línea París - Burdeos, situada en la comuna de Amboise, en el departamento de Indre y Loira, en la región de Centro. Por ella circulan tanto trenes de media distancia como regionales.

## Historia
Fue inaugurada por la Compagnie du chemin de fer de Paris à Orléans el 2 de abril de 1846. En 1938 las seis grandes compañías privadas que operaban la red se fusionaron en la empresa estatal SNCF. Desde 1997 la gestión de las vías corresponde a la RFF mientras que la SNCF gestiona la estación.

## Descripción
Esta estación se compone de dos andenes laterales y de dos vías. Posee atención comercial todos los días y máquinas expendedoras de billetes. 

## Servicios ferroviarios

### Media Distancia
Los trenes Aqualys que circulan por la estación unen París / Orleans con Tours. 

### Regionales
Los trenes regionales TER Centro e Interloire recorren las siguientes líneas:
- Línea  Tours - Blois / Orleans. TER.
- Línea París - Saint-Pierre-des-Corps. Interloire